# Moelleria quadrae
Moelleria quadrae är en snäckart som beskrevs av Dall 1897. Moelleria quadrae ingår i släktet Moelleria och familjen turbinsnäckor. Inga underarter finns listade i Catalogue of Life.